# فهرست (پایگاه داده)
فهرست‌گذاری (به انگلیسی: Indexing) در پایگاه‌داده روشی برای ارائه دسترسی سریع به مقادیر یک یا چند ستون است. این بهبود در بازیابی، در ازای هزینهٔ بیشتر در هنگام تغییر/درج/حدف رکوردها می‌باشد. به بیانی دیگر، استفاده از فهرست، فرایند بازیابی (Retrieval) را سرعت می‌بخشد، ولی در هنگام حذف و اضافه یا تغییر مقادیر، هم داده باید تغییر کند و هم فهرست باید به روز شود، و این به معنای هزینهٔ بیشتر است.
به عنوان مثال، برای به‌دست آوردن رکورد حساب با داشتن شماره حساب، به جای آنکه در بین تمامی حساب‌ها جستجو شود، سامانه پایگاه‌داده می‌تواند ابتدا به فهرست برای یافتن شماره بلوک دیسکی که رکورد مرتبط در آن است مراجعه کند، و سپس تنها به آن بلوک دیسک مراجعه کرده و رکورد را استخراج کند.